# Cytosporina crataegi
Cytosporina crataegi är en svampart som beskrevs av Allesch. 1900. Cytosporina crataegi ingår i släktet Cytosporina, divisionen sporsäcksvampar och riket svampar.   Inga underarter finns listade i Catalogue of Life.